# Blahovishchenske
Blahovishchenske (tiếng Ukraina: Благовіщенське) là một thành phố của Ukraina. Thành phố này thuộc tỉnh Kirovohrad. Thành phố này có diện tích ? km2, dân số theo điều tra dân số năm 2001 là 7526 người.